# Eberhard & Co
Eberhard & Co es una empresa de alta relojería suiza, fundada en 1887 en La Chaux-de-Fonds por Georges Eberhard.

## Historia

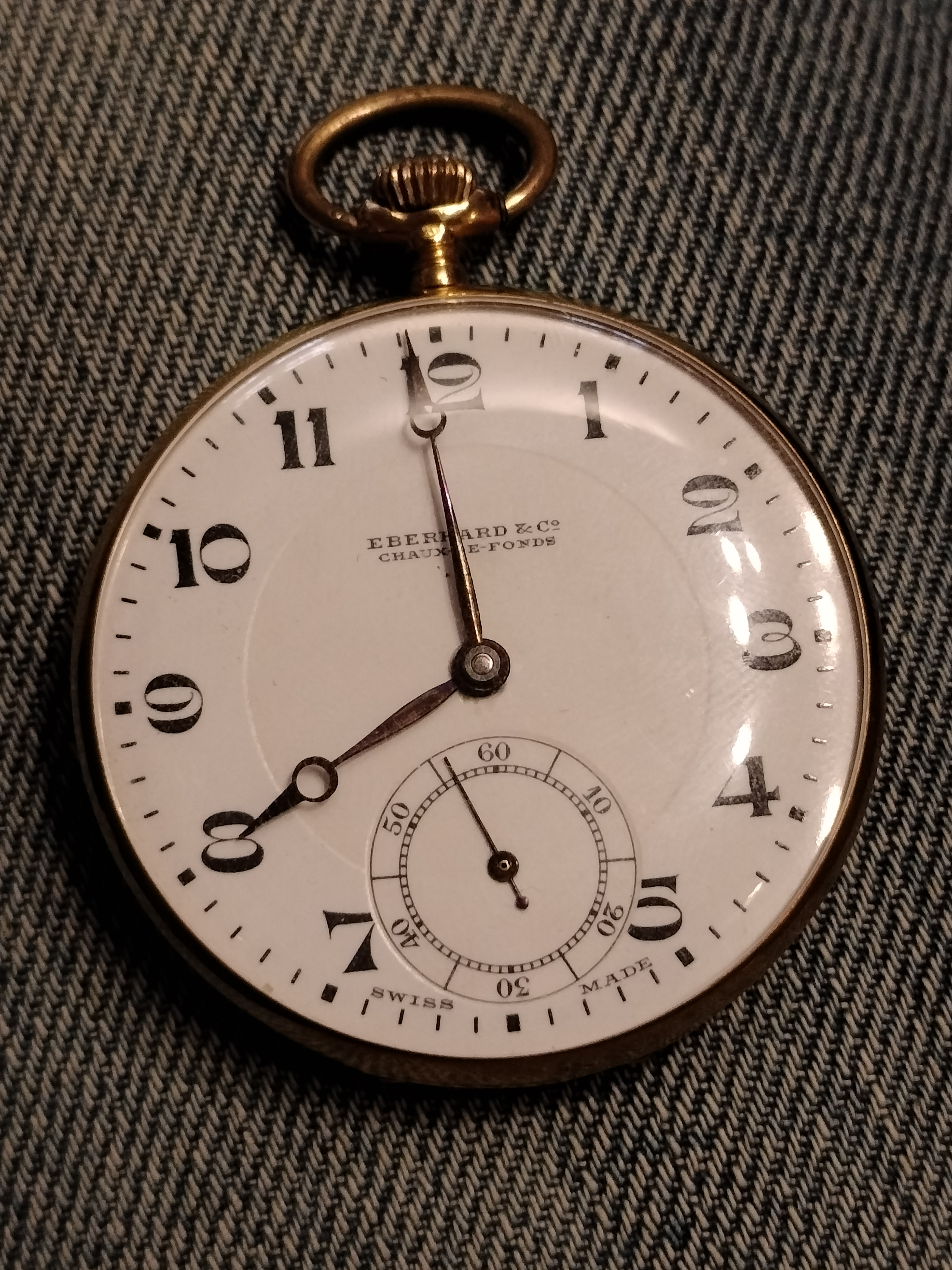
Eberhard de bolsillo, finales de los años 1920 y principios de los 1930

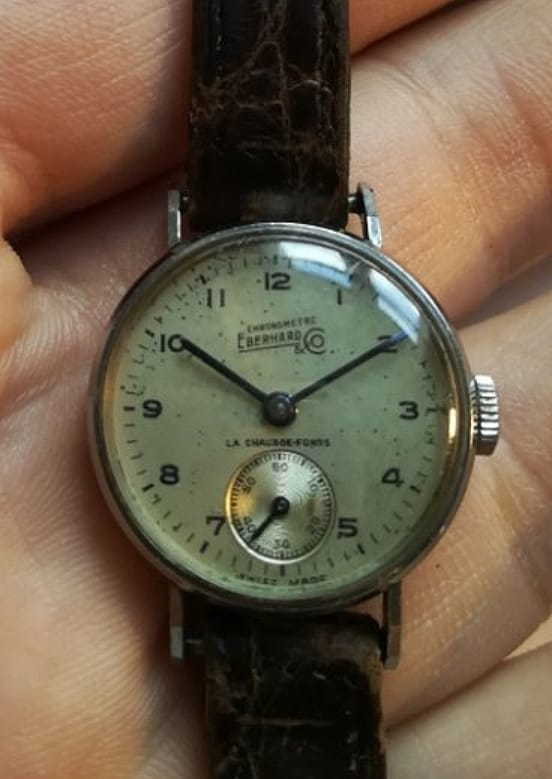
Eberhard de cuerda manual con caja de acero de principios de los años 1940

### Desde la fundación hasta 1950
Fundada en 1887 por Georges Eberhard, un artesano relojero de 22 años nacido en Saint Imier en 1865, la empresa inauguró su primera fábrica en 1907, en la calle Léopold Robert de La Chaux de Fonds. En 1919 lanzó su primer cronógrafo de pulsera monobotón.
En los años 1930, liderada por su hijo Maurice Eberhard, amante de Italia hasta el punto de ir a Nápoles a comprar camisas, la firma produce un nuevo cronógrafo automático, elegido como signo distintivo por los oficiales de la Regia Marina de Italia. En este mismo período, Tazio Nuvolari eligió un cronógrafo de bolsillo de la Maison para sus hazañas al volante: la relación entre el "mantuano volador" y la Maison La Chaux de Fonds se conmemoró a principios de los años 1990 con la creación de una línea de relojes dedicada al piloto lombardo.
En 1935 se lanzó al mercado un cronógrafo de dos botones, denominado 16000 (o 1600) basado en el movimiento Valjoux 65 de generosas dimensiones (con un diámetro de 36 milímetros). Al mismo tiempo, también se crean cronógrafos con complicaciones de movimiento del segundero al vuelo. El interés por la cronografía llevó a la empresa a proponer, a finales de la década, también el cronógrafo "tri-compax" (con tres subcontadores) y un cronógrafo rattrapante, capaz de cronometrar dos eventos que comenzaron en el mismo instante, pero de diferente duración.
La serie de cronógrafos Extra Fort se introdujo en la década de 1940. El nombre sirvió para dejar claro que la caja de oro era más robusta que en sus predecesores, cuya mayor delgadez de la caja hacía que se doblara. Una peculiaridad del 'Extra Fort era su configuración de dos botones, siendo el botón de las 2 en punto el que se encargaba de las funciones de inicio, parada y reinicio, mientras que el botón de las 4 era un "deslizante": deslizarlo hacia arriba provocaba que el movimiento del segundero del cronógrafo se detuviera. A principios de los años 1950 se introdujo también un nuevo calibre de cronógrafo, el 14000, con un diámetro de 34 milímetros.

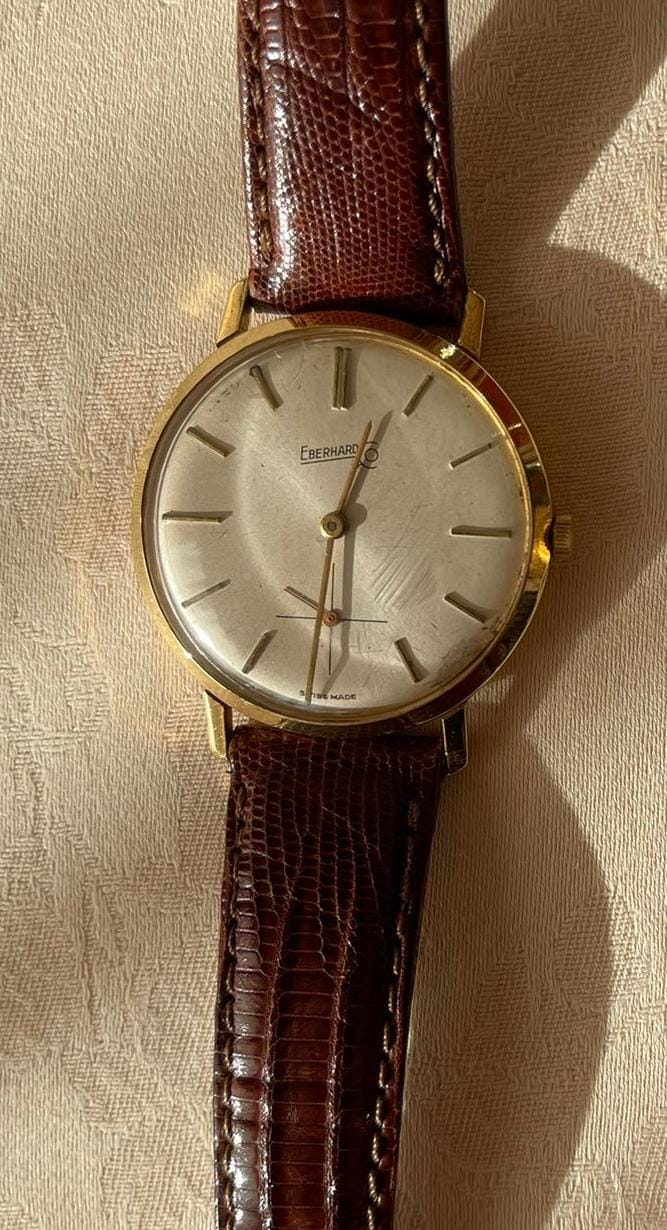
Eberhard de oro con cuerda manual (hacia 1960)

El modelo de reloj de pulsera más extendido fue el Eberhard mod 30, llamado así porque tiene el número 30 al lado de la marca. Es un reloj con un pequeño segundero a las seis, la mayoría de los modelos producidos están chapados en oro y el movimiento de cuerda manual adoptado fue el Eberhard 137, derivado de la mecánica Zenith.

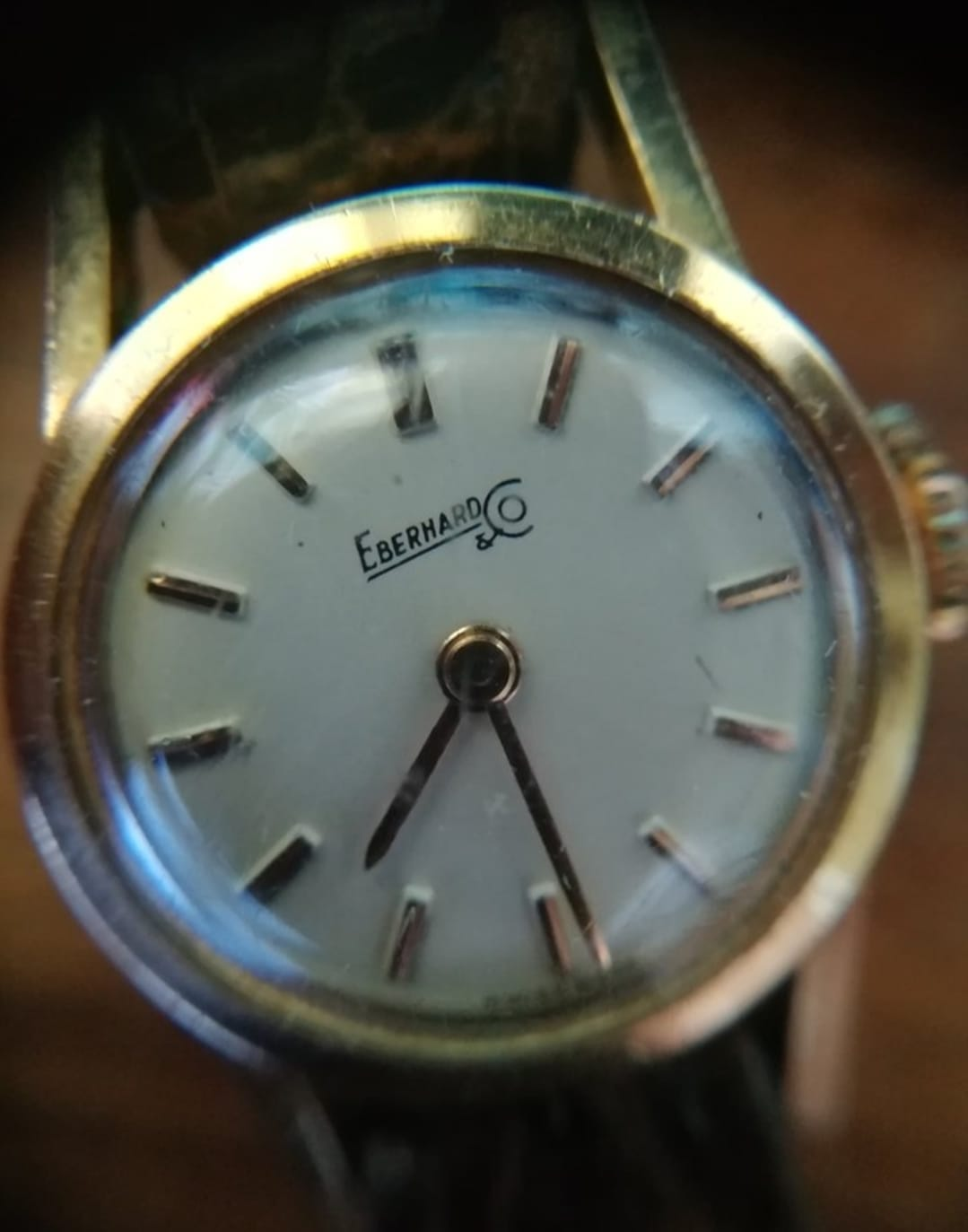
Eberhard en oro de cuerda manual de señora ref. 498-952 que data de principios de la década de 1960

En 1957 se presentó el Contodat, el primer cronógrafo del mundo con fecha visible en una sola ventana: ya se habían lanzado varios cronógrafos de otras marcas con fecha grande, con fecha periférica o con subesfera, mientras que nunca se había creado alguna vez un cronógrafo con fecha digital en una sola ventana. Este reloj está equipado con el calibre 310/82, hijo de uno de los más bellos de todos los tiempos, el 310/8, fabricado para Eberhard por Depraz y ya montado en los Extra Forts contemporáneos.
A finales de la década, la casa también presentó su primer reloj de buceo, el Scafograf, inicialmente sumergible hasta 100 metros, con índices triangulares en 3, 6, 9 y 12, reeditado en 2021 y llamado precisamente Scafograf 1959, sumergible hasta 300 metros.

### 1960-1980

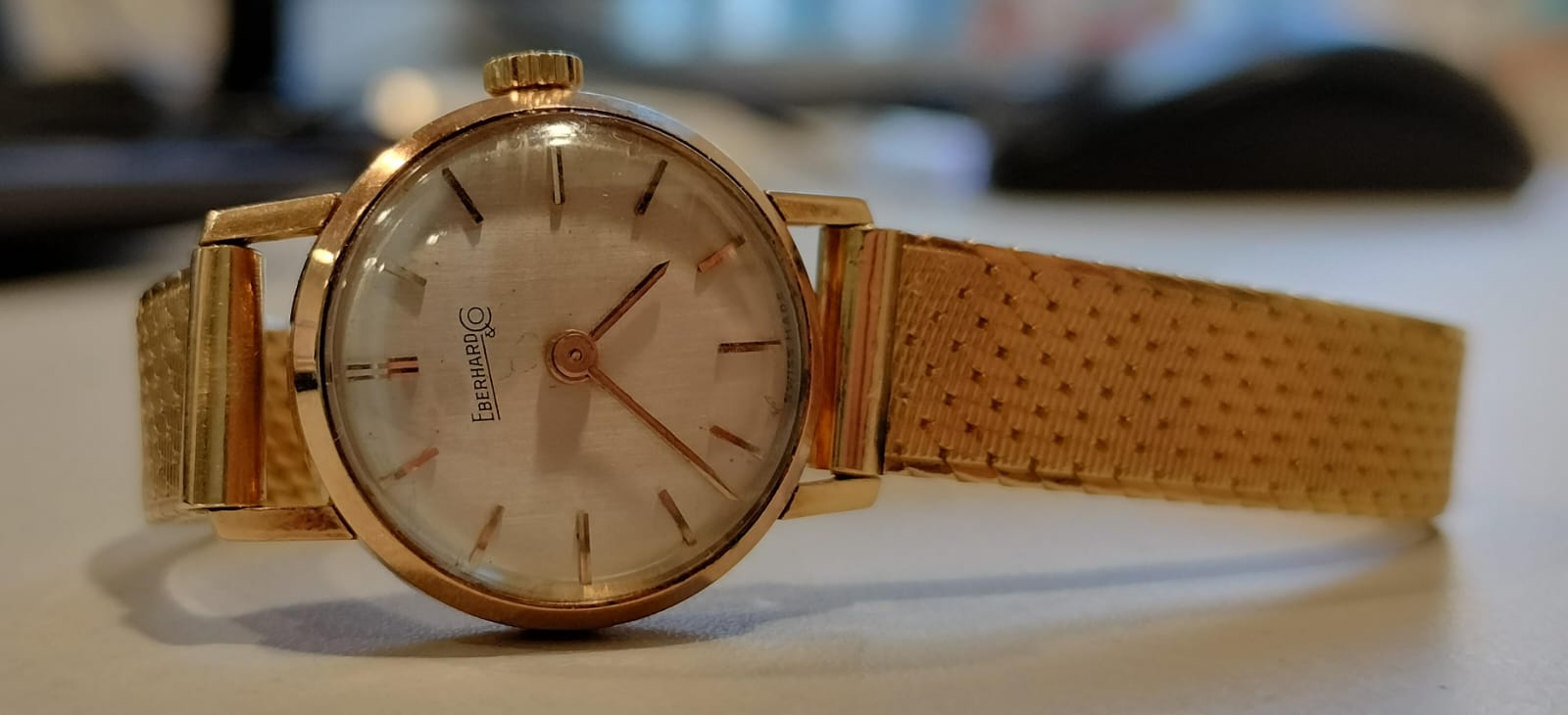
Eberhard de señora en oro de cuerda manual ref. 5596-273, principios de los años 1960

A principios de los años 1960, el Scafograf fue impermeabilizado hasta 200 metros. En el mismo periodo se unió al Extra Fort un crono más deportivo, el Contograf, que logró un éxito considerable, hasta el punto de que el modelo actualizado todavía está presente en el catálogo.
En 1961 la firma también lanza al mercado un reloj resistente a los campos magnéticos: aquí, como ya había hecho Omega con el Railmaster, Rolex con el Milgauss e IWC con el Ingenieur, Eberhard ofreció al público el Scientigraf, resistente al electromagnetismo gracias a la adopción de una jaula de Faraday, y caracterizado por los mismos índices triangulares que ya se encontraban en el Scafograf, que desde 1964 es sumergible hasta 300 metros.
Además, la casa La Chaux de Fonds tampoco descuidó al público femenino, con la producción de clásicas "nanettes" de oro de dimensiones extremadamente pequeñas (a menudo con cajas de menos de 20 mm de diámetro).
Al final de los años 1960, tras la muerte de su hija y de su yerno en un accidente automovilístico en Italia, Maurice Eberhard encontró algunas dificultades financieras y negoció con los bancos para vender la empresa. Fue adquirida en 1969 por Palmiro Monti, antiguo distribuidor italiano de la casa, un lombardo de Cermenate de treinta años, con estudios de contabilidad y familia acomodada.
Las siguientes dos décadas fueron decididamente difíciles para Eberhard, como para muchos otros relojeros suizos. A pesar de ello, la sociedad La-Chaux de Fonds, que ya se había adherido al consorcio CEH (Centro de Relojería Electrónica) a principios de los años sesenta, adoptó el calibre BETA21, al que siguió poco después del primer reloj de cuarzo de la historia de la relojería, el Seiko Astron. A diferencia del cuarzo japonés, el BETA21 sería un fracaso para todas las empresas que lo adoptaron, ya que resultó demasiado complejo, costoso de producir y difícil de reparar, aunque se convertiría en un punto de partida para la adopción de los movimientos que funcionan con baterías. Desde el punto de vista del estilo, en los años 1970 Eberhard creó relojes que reflejaban el aspecto de los Rolex Datejust, Cartier Tank y Royal Oak (este último, llamado por Eberhard Ring, en clara referencia al anillo octogonal).
La más exitosa fue la línea Sirio de relojes de cuarzo, que a menudo se ofreció en acero y oro de dos tonos y con dimensiones de entre 25 y 30 mm aproximadamente. Tenía la peculiaridad de disponer de un anillo poligonal en el que llevaba números romanos. La mayoría de los relojes de la época se vendieron con la inscripción "Royal Quartz" en la esfera.

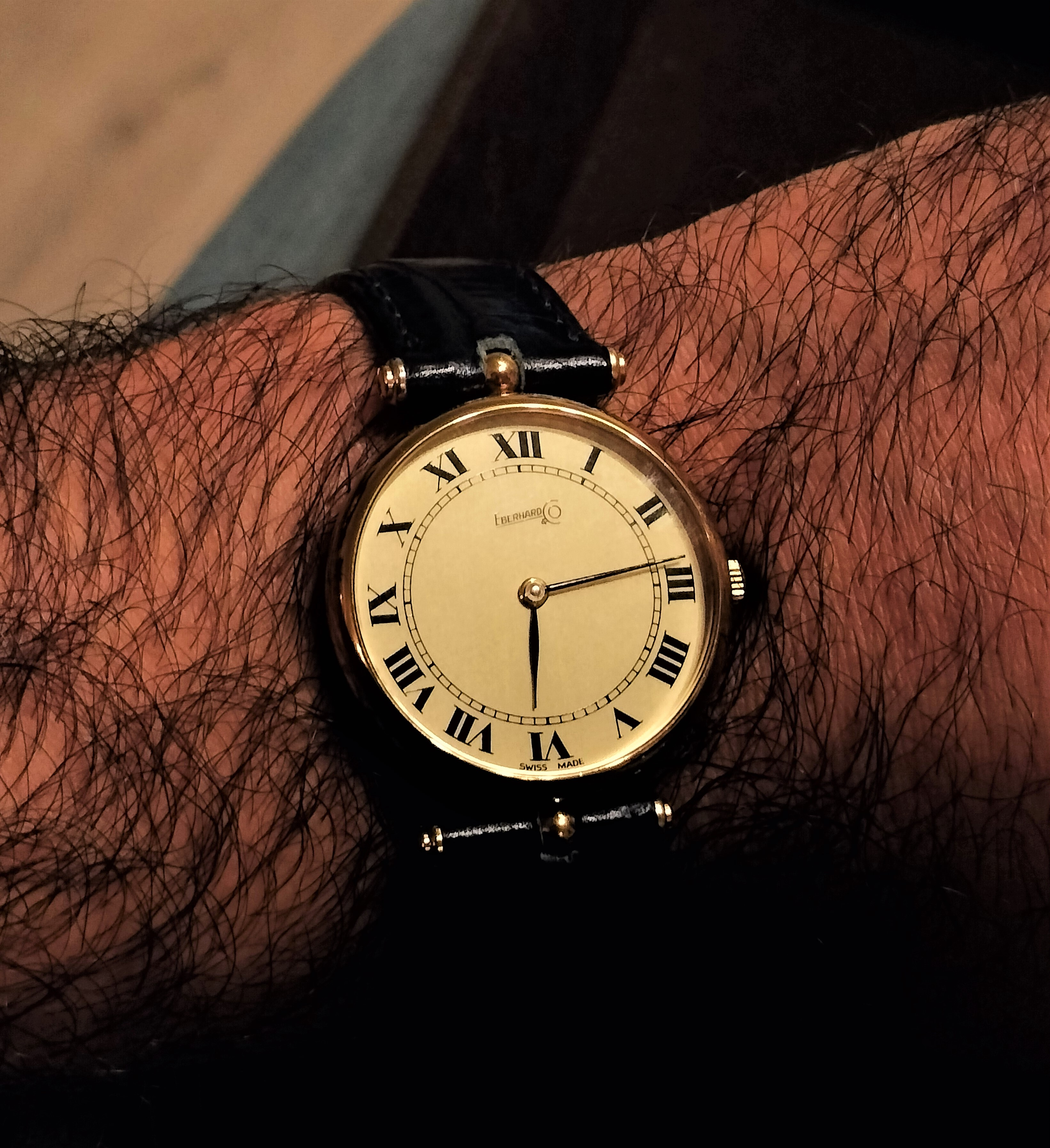
Reloj de pulsera Eberhard de oro de cuerda manual, alrededor de los años 1980

Eberhard vinculó su nombre a eventos deportivos, como el mundo de la vela, con el lanzamiento del Azzurra Copa América, un reloj de regatas.
En la segunda mitad de los años 1980, la pasión por los relojes mecánicos se reavivó, al menos en parte: así fue como la empresa de La Chaux de Fonds creó el Eberhard Réplica, una reproducción del cronógrafo de los años 1930 suministrado por la Maison a la Marina Real Italiana, disponible en varias versiones con cajas de oro, plata o plata dorada. Muchos de los calibres con caja (Lemania, Valjoux y Excelsior Park, según el caso) no eran más que existencias de almacén de la firma montadas en cajas modernas. Algunos de estos relojes también agregaron indicaciones de calendario completas a las funciones del cronógrafo adoptando el Valjoux 7761 más reciente.
El vínculo entre velocidad y relojería no puede dejar de tocar también a Eberhard, que en 1986 lanza el Chronomaster Frecce Tricolori en versión cronógrafo, cronógrafo GMT, solo hora y GMT, que entre otras cosas fue uno de los primeros relojes de la casa en montar una corona 'marignan', sin el clásico moleteado y con pequeñas esferas en su lugar que permiten un mejor agarre. Este reloj también se produjo debido al renovado entusiasmo del mercado por los cronógrafos automáticos, ya que sus competidores (el Breitling Chronomat y el Paul Picot U BOOT, fechados en 1984 y 1985) disfrutaban de un éxito considerable.
En 1987 se lanzó el Navymaster, otro cronógrafo, creado para celebrar el centenario de la empresa. Otros cronógrafos de esta época son el Mareoscope, con complicación de ciclo de mareas, y el Diascope, con indicación del segundo huso horario, ambos parte de la colección Champion, caracterizada también por cronógrafos clásicos.
Otro reloj de inspiración marítima fue el Scafomaster, también creado a finales de los años 1980 y cuyo bisel (similar en forma al del Chronomaster Frecce Tricolori), que muestra la rosa de los vientos, los puntos cardinales y grados, para poder memorizar el recorrido, saber en qué dirección sopla el viento o calcular el tiempo transcurrido de una carrera.
A finales de los años 1980, Eberhard creó la colección Chance, un modelo elegante y redondo sin tiradores en materiales nobles.

### 1990

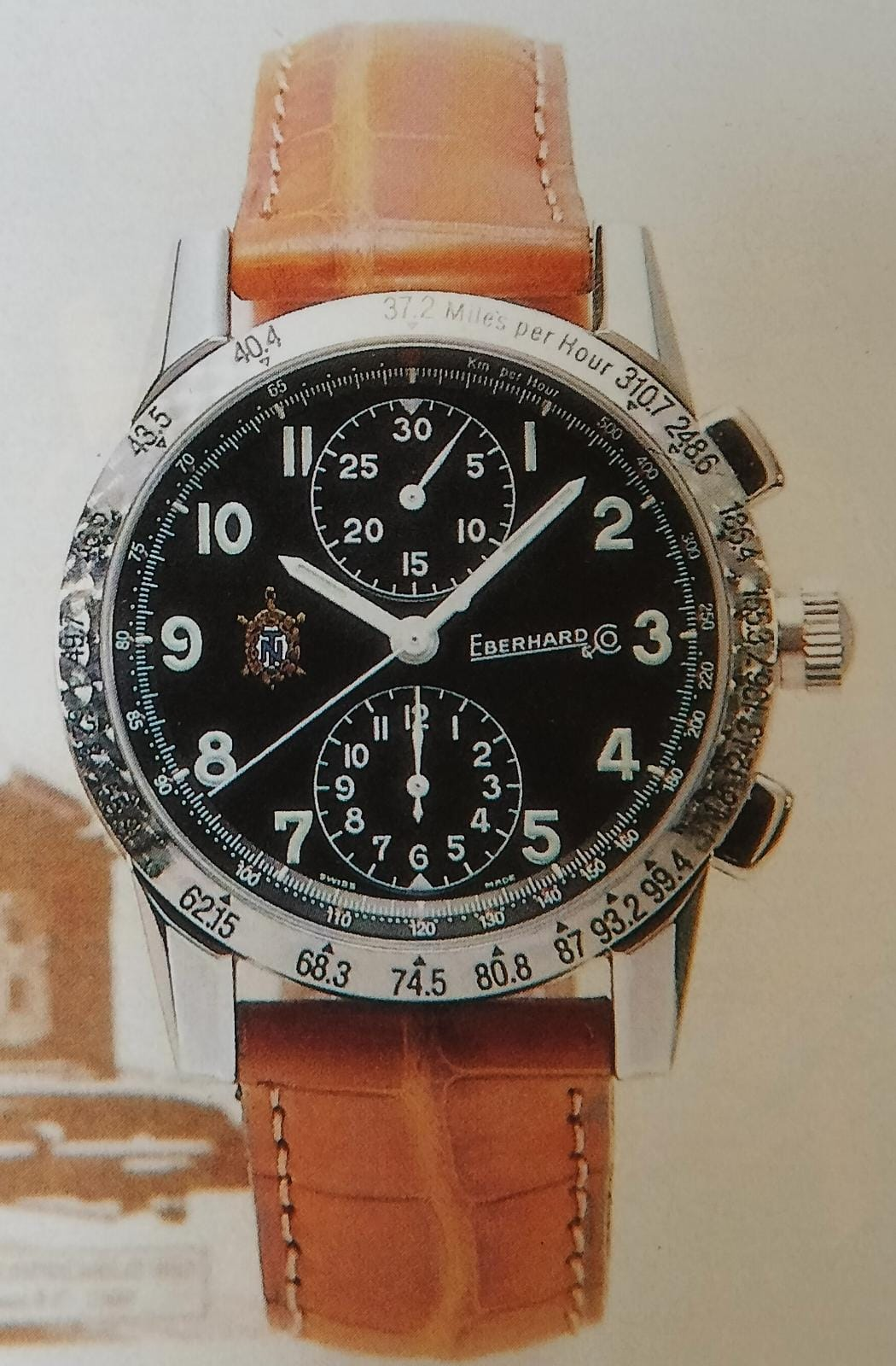
Eberhard Tazio Nuvolari primera serie "tortuga abierta", principios de los años 1990

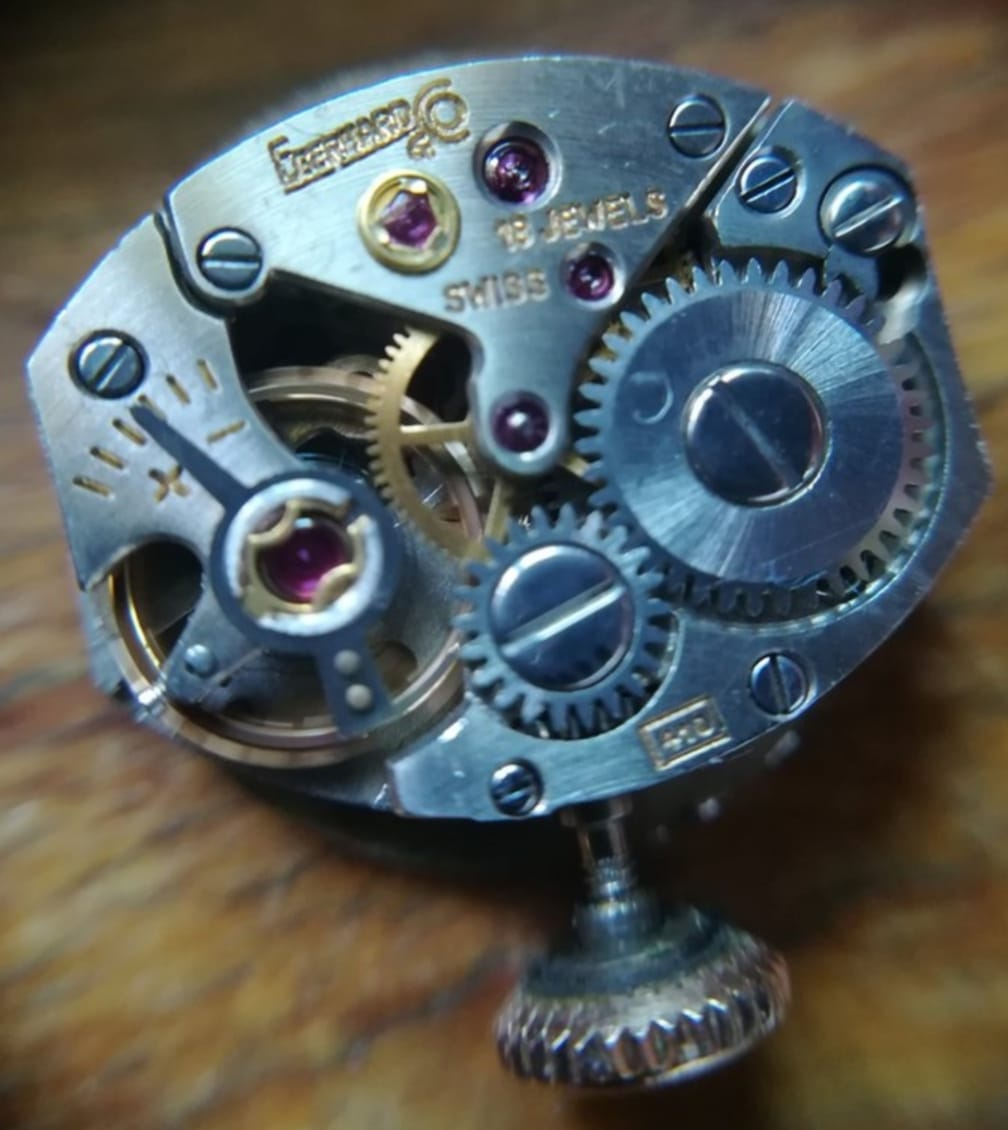
Calibre AS 1017, reloj de cuerda manual personalizado por Eberhard, años 1960

En noviembre de 1991 se presentó el Tazio Nuvolari, un cronógrafo bicompás, impulsado por un movimiento Valjoux 7750, con contadores a las 6 y a las 12 que miden menos de 40 mm . El reloj porta el grabado  de una tortuga, que lleva en el caparazón las iniciales del legendario piloto de Mantua (reproducción del símbolo que el poeta Gabriele D'Annunzio regaló a Nuvolari), mientras que la firma del piloto estaba reproducida en el fondo de la caja. Este modelo también se presenta en versión de bolsillo. La historia ligada a este símbolo es particularmente interesante: las primeras referencias de Nuvolari, de hecho, proponían la tortuga llamada "abierta", por lo tanto con la cabeza y las patas visibles, que pronto tuvo que dejar espacio para el simple caparazón, como lo hizo la firma Certina hace años. Anteriormente, se había registrado el logo de la tortuga para distinguir sus relojes caracterizados por un sistema de impermeabilidad de la caja llamado DS (es decir, Doble Seguridad) y que todavía existe hoy. Por eso las llamadas "tortugas abiertas" Nuvolari son muy buscadas hoy en día. A lo largo de varias décadas, este reloj ha estado disponible en distintas versiones, con función de ratrapante, con la adición de un tercio debajo de la esfera, solo hora, y también en la versión Mouvement Gravé. El vínculo entre Eberhard y Nuvolari, sin embargo, no es casual: de hecho, se dice que el "mantuano volador" poseía un cronógrafo Eberhard. Esta relación se demuestra también por la asociación que la firma ha establecido con el Gran Premio Nuvolari (una prueba de regularidad para coches históricos) desde sus orígenes.
En 1993 nació el Quadrangolo, un reloj automático, también cronógrafo, con caja y corona especialmente patentadas, denominada sabord, dotada de un clip que garantiza su impermeabilidad y gran robustez. La colección Les Courbees también es contemporánea, con una caja rectangular. En el mismo período se presentó también la línea Les Quantiemes, caracterizada por relojes de vestir de cuarzo o automáticos de pequeñas dimensiones, con caja de material precioso y complicación de calendario, en algunas variantes también perpetuo, legible a través de subesferas redondas, siguiendo la moda de la época.
En 1996, Eberhard lanzó un reloj de cuerda manual con solo indicación horaria: el Traversetolo, todavía producido hoy en día, un reloj de vestir disponible en muchas versiones diferentes (incluido el cronógrafo). La historia de este modelo es fruto de la amistad que existió entre la firma y el dueño de una joyería de Traversetolo, en la provincia de Parma, que perdió la vida durante un robo en su tienda. Por este motivo, Eberhard decidió incluir un reloj con este nombre en su colección, en memoria de su amigo fallecido trágicamente.
A partir del año siguiente, surgió el 8 Jours, otro reloj único manual con indicador de reserva de marcha que garantiza, como su nombre indica, una reserva de marcha de 8 días, posible gracias a un gran barrilete y dos muelles superpuestos con una longitud total aproximada de un metro y medio. En este caso, el calibre manual ETA Peseux 7001 (llamado Eberhard 896) se modificó a fondo para acomodar el barrilete. El reloj se amplió de diámetro en 2008 (llevado a 41 mm en comparación con los 39 originales y rebautizado como Grande Taille) y luego se renovó aún más su estética en 2023.
Para el público femenino, se presenta la colección Desirée, un híbrido entre reloj y pulsera.

### 2000-2020
Con la llegada del nuevo milenio se presentó una reedición del Extra Fort y sobre todo el Chrono4, nacido en 2001, un cronógrafo nunca antes visto y en su pequeña forma revolucionaria, animado por un movimiento automático ETA 2894 modificado por la empresa, que ofrece cuatro subcontadores alineados. Esta solución, patentada por Eberhard, sigue siendo única en la actualidad. El Chrono4 tuvo tanto éxito que estuvo disponible en varias versiones en años sucesivos, como el Bellissimo, más elegante y también con el fondo visible, el Grande Taille, de 43 mm de diámetro, el Géant, una variante con hermeticidad hasta 100 metros frente a los 50 de los demás, y el Temerario, con caja tonneau, subesferas dispuestas verticalmente y corona y pulsadores tipo cabeza de toro, es decir, con una corona a las 12 y botones de función de cronómetro a las 11 y a la 1, que se obtienen girando el calibre 90 grados. La colección Gilda se presentó como un modelo exclusivamente femenino. En 2003, la línea Tazio Nuvolari se amplió añadiendo el modelo Vanderbilt Cup.
En el 2007 se celebró el 120 aniversario de la casa con un cronógrafo conmemorativo con fecha y día de la semana, ref. 31120.
En el 2012 se celebró el 125 aniversario de la firma de La Chaux de Fonds, y se creó un cronógrafo Extra Fort en edición limitada con índices lineales excepto los números 1, 2 y 5, aplicados en números arábigos con caja de acero u oro y con esfera blanca o negra.
En 2017 la empresa celebró sus 130 años con una serie de iniciativas, entre las que se incluyó la publicación de un libro, "El arte de desafiar el tiempo". Para este aniversario también se presentó el Chrono4 130ème Anniversaire.
Al inicio de 2019 la empresa, liderada durante años por Barbara (hija de Palmiro Monti), y Mario Peserico, decidieron regresar a la sede histórica de La Chaux de Fonds, un palacio barroco construido por el fundador y llamado Maison de la Aigle por la reproducción de un águila en lo alto de la cúpula del edificio, y en el que se abrió la casa museo de Eberhard.
La afinidad con el mundo de las carreras también se renovó no solo con los modelos más recientes de la colección Nuvolari, sino también con cronógrafos que hacen referencia ala marca de automóviles Alfa Romeo, como el Quadrifoglio Verde, de 2019, la versión conmemorativa de los 110 años de la Casa del Biscione y el Chrono4 Géant Giulia GTA de 2021.
La pasión por los coches también quedó demostrada por el hecho de que la firma se ha convertido en patrocinador y cronometrador oficial del Maratón de Invierno.
También en 2019 se presentó el modelo 1887 Remontage Manuel, con mecanismo de cuerda manual EB140, basado en un Sellita SW-200, pero muy reelaborado y rediseñado. Para reiterar el vínculo entre EBerhard y la artesanía italiana, la correa también se ofrece en seda y jacquard, producida por la fábrica de corbatas Ulturale.
En 2021 llegó el turno del homenaje al Scientigraf: se presentó una versión de celebración del reloj con caja de 41 mm, 100 metros de resistencia al agua y calibre automático Sellita SW-300. La línea Scientigraf también se amplió en 2023 con la comercialización de la variante cronógrafo. También en 2021 se celebró el vigésimo aniversario del Chrono4, para el que se creó la versión especial Chrono4 21-42.
El 135º cumpleaños se celebró en 2022 con una edición conmemorativa del Scafograf en acero con tratamiento DLC negro y correa de caucho negra. Solo se produjeron 135 ejemplares de este modelo.
La colección Tazio Nuvolari también se amplió: además del clásico cronógrafo presentado en 1991, también se lanzó la Colección Gold Car, con una masa oscilante decorada con la reproducción en oro de un Alfa Romeo Tipo C, el Nuvolari Legend.
Para Sergio Bonelli Editore se crearon varios modelos por encargo, que celebran a los héroes de la serie de historietas Tex (llamado Chrono 4 Pards y que representa los rostros de Tex, Kit Willer, Kit Carson y Tiger Jack) y Zagor.
En el 2024, la colección 1887 se amplió con un cronógrafo que presenta la escala telemétrica en el realce y la escala taquimétrica en espiral. Es un modelo flyback con dos pulsadores: uno a las 2 horas y otro coaxial a la corona de cuerda. Este modelo se ofreció en una versión de cuerda manual de edición limitada (impulsada por el calibre EB 280) y en otros modelos automáticos no limitados (impulsados por el movimiento EB 380).

## Productos
En 2018 se produjeron aproximadamente 16.000 relojes. Entre los modelos notables se encuentra el Traversetolo, un modelo de cuerda manual; el característico cronógrafo Eberhard Chrono4 con 4 contadores dispuestos en una misma línea; el Tazio Nuvolari, un cronógrafo creado en memoria del célebre piloto; y el 8 Jours que garantiza una autonomía de ocho días, gracias a un dispositivo de carga patentado.